# Charis anius
Charis anius är en fjärilsart som beskrevs av Pieter Cramer 1776. Charis anius ingår i släktet Charis och familjen Riodinidae. Inga underarter finns listade i Catalogue of Life.